# Peugeot 307
Peugeot 307 — автомобиль французской компании Peugeot, входящей в концерн PSA Peugeot Citroën. Начало выпуска - январь 2001 года. В модельном ряду заменил Peugeot 306.
Построен на новой платформе 2001 года, разработанной концерном PSA для всех своих машин сегмента C.
В 2002 году получил титул «Европейский автомобиль 2002 года». В 2005 году подвергся легкому рестайлингу.
|  |

|  |

## 307 CC
В 2003 году был представлен купе-кабриолет 307 CC с жёсткой складывающейся крышей, выпускается с осени 2003 года. До 2007 года было произведено 150 000 экземпляров этой модели. Производство 307 СС завершено в 2008 году.
Складная крыша кабриолета убирается в багажник с помощью электропривода всего за 25 секунд. Объём багажника в конфигурации купе составляет 350 литров, а в версии кабриолет — почти 204 литра.
На рынок России 307 CC поставлялась с моторами:
- 2,0 л, 143 л. с. (МКПП/АКПП)
- 2,0 л, 180 л. с. (МКПП)

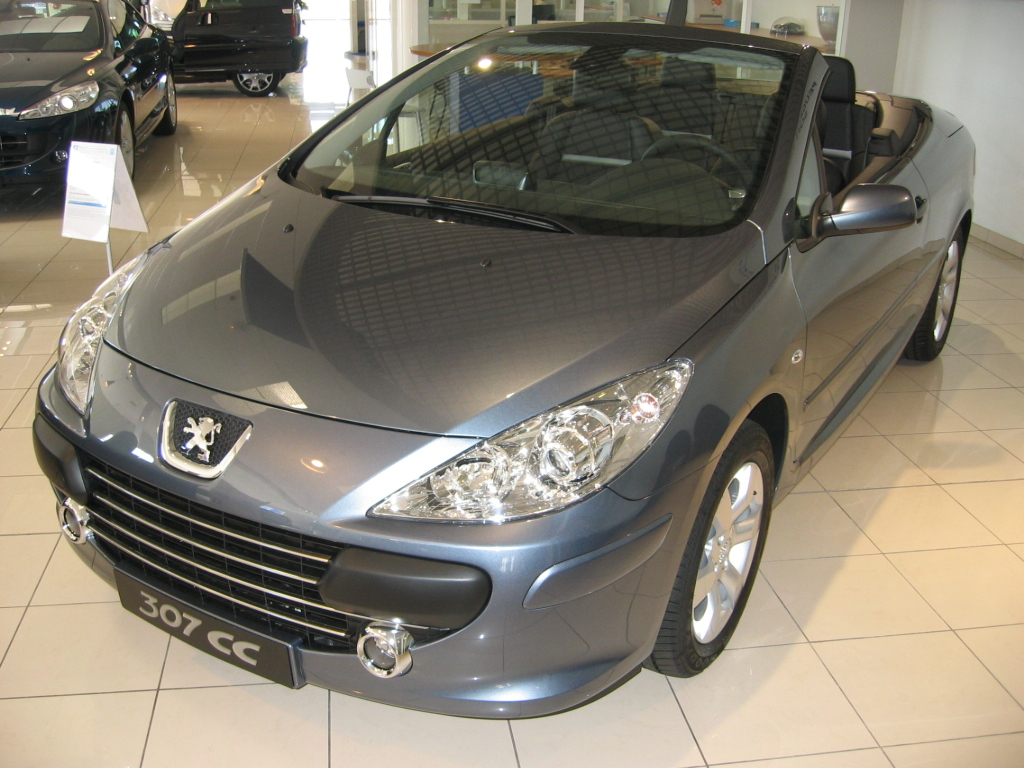
Peugeot 307 CC
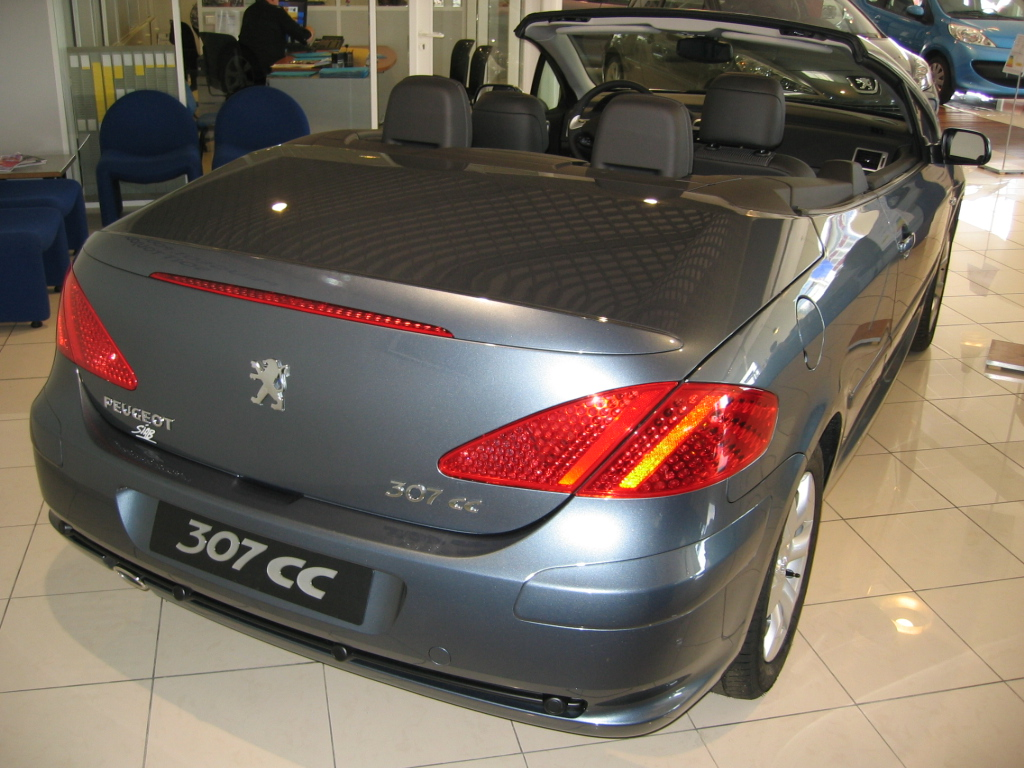
Peugeot 307 CC
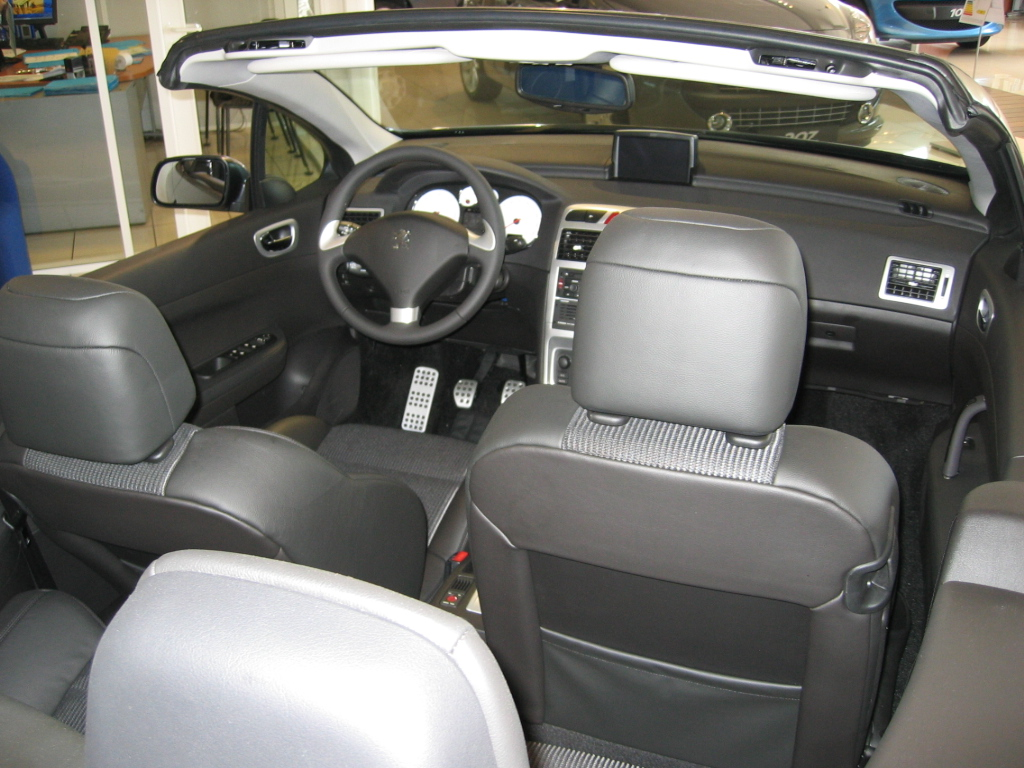
Интерьер Peugeot 307 CC
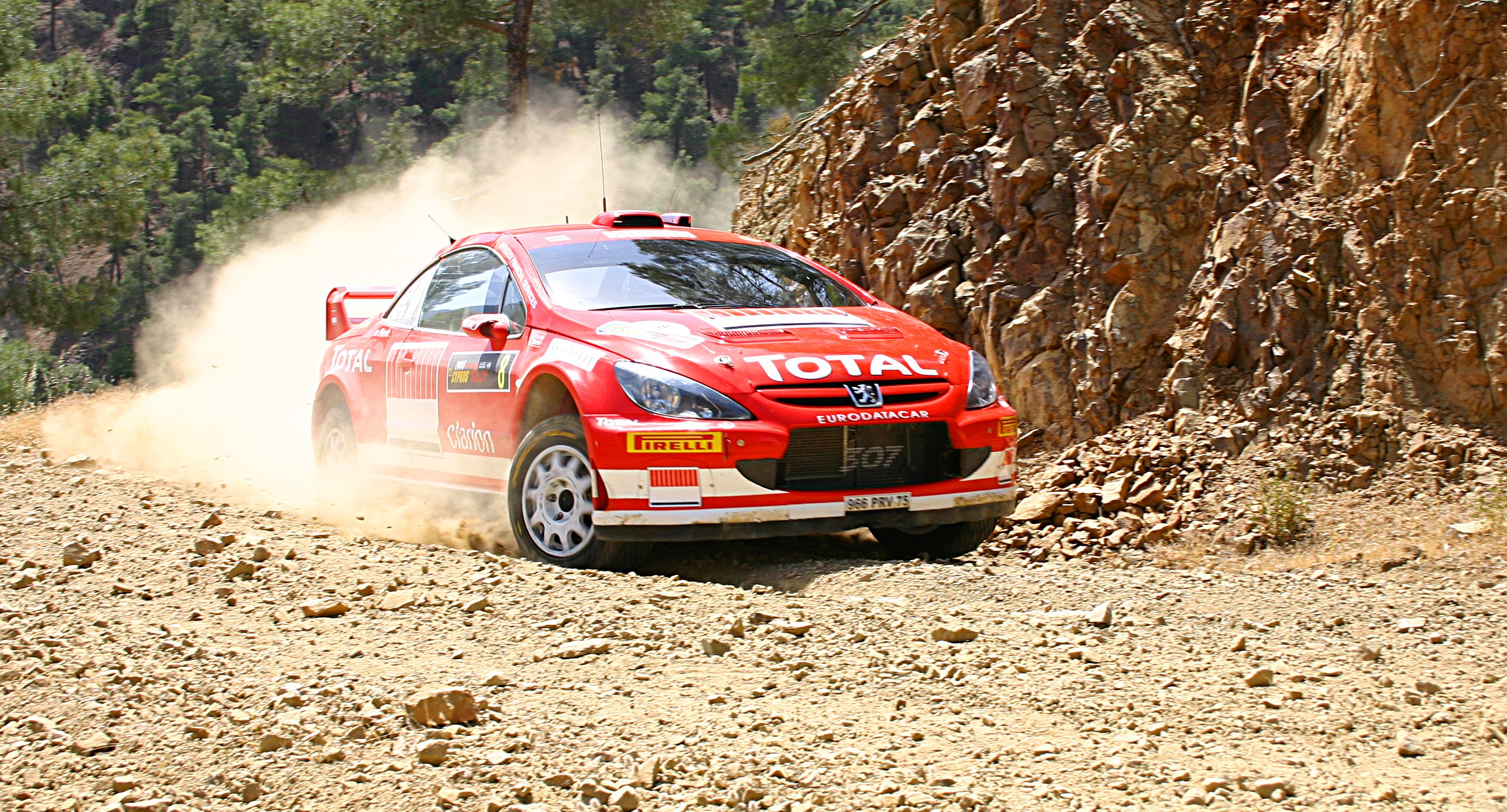
Раллийный Peugeot 307 WRC